# Éthiopie aux Jeux olympiques d'été de 2004
L'Éthiopie a envoyé 60 athlètes et a remporté 7 médailles aux Jeux olympiques d'été de 2004 à Athènes en Grèce. 58 d'entre eux ont participé à des épreuves d'athlétisme, principalement dans la spécialité du pays, la course de fond et les 2 restants ont participé à des épreuves de boxe. 

## Médailles
| Médaille | Nom              | Sport      | Événement       |
| -------- | ---------------- | ---------- | --------------- |
| Or       | Kenenisa Bekele  | Athlétisme | 10 000 m hommes |
| Or       | Meseret Defar    | Athlétisme | 5 000 m femmes  |
| Argent   | Kenenisa Bekele  | Athlétisme | 5 000 m hommes  |
| Argent   | Sileshi Sihine   | Athlétisme | 10 000 m hommes |
| Argent   | Ejegayehu Dibaba | Athlétisme | 10 000 m femmes |
| Bronze   | Tirunesh Dibaba  | Athlétisme | 5 000 m femmes  |
| Bronze   | Derartu Tulu     | Athlétisme | 10 000 m femmes |

## Résultats

### Athlétisme
800 mètres hommes :
- Berhanu Alemu : Demi-finale : 1 min 47 s 4  (éliminé)

1 500 mètres hommes :
- Mulugeta Wendimu : Finale : 3 min 38 s 33 min (10e place)

3 000 mètres steeple hommes :
- Tewodros Shiferaw : 1er tour : 8 min 33 s 15 (éliminé)
- Luleseged Wale : 1er tour : 8 min 50 s 73 (éliminé)

5 000 mètres hommes :
- Kenenisa Bekele : Finale : 13 min 14 s 59 ( médaille d'argent)
- Gebre Egziabher Gebremariam : Finale : 13 min 15 s 35 (4e place)
- Dejene Berhanu : Finale : 13 min 16 s 92 (5e place)

10 000 mètres hommes :
- Kenenisa Bekele : Finale : 27 min 05 s 10 ( médaille d'or)
- Sileshi Sihine : Finale : 27 min 09 s 39 ( médaille d'argent)
- Haile Gebrselassie : Finale : 27 min 27 s 70 (5e place)

Marathon hommes :
- Ambesse Tolosa : 2 h 15 min 39 (15e place)
- Tereje Wodajo : 2 h 21 min 53 (46e place)
- Hailu Negussie : Abandon

1 500 mètres femmes:
- Kutre Dulecha : Demi-finale : 4 min 07 s 63 (éliminé)
- Mestawat Tadesse : 1er tour : 4 min 11 s 78 (éliminé)
- Meskerem Legesse : 1er tour : 4 min 18 s 03 (éliminé)

5 000 mètres femmes:
- Meseret Defar : Finale : 14 min 45 s 65 ( médaille d'or)
- Tirunesh Dibaba : Finale : 14 min 51 s 83 ( médaille de bronze)
- Sentayehu Ejigu : Finale : 15 min 09 s 55 (10e place)

10 000 mètres femmes:
- Ejegayehu Dibaba : 30 min 24 s 98 ( médaille d'argent)
- Derartu Tulu : 30 min 26 s 42 ( médaille de bronze)
- Werknesh Kidane : 30 min 28 s 30 (4e en finale)

Marathon femmes
- Elfenesh Alemu : 2 h 28 min 15 (4e place)
- Asha Gigi : Abandon
- Workenesh Tola : Abandon

### Boxe
Poids mi-mouches (- de 48 kg)
- Endalkachew Kebede
  1. 16e de finale : Bat  Toshiyuki Igarashi, 26-21
  2. 8e de finale : Perd contre  Shiming Zou, 31-8

Poids coqs (- de 54 kg)
- Abel Aferalign
  1. 16e de finale : Perd contre  Detelin Dalakliev, surclassé

## Officiels
- Président :  Assefa Mamo
- Secrétaire général :  Dr. Mulalem Bessie